# Automobili Turismo e Sport
Ne pas confondre avec ATS, présente en Formule 1 de 1977 à 1984.
ATS (pour Automobili Turismo e Sport)  est une marque automobile italienne des années 1960. Elle tire son origine d'une scission au sein de la Scuderia Ferrari. ATS a donné le jour à un coupé sportif ainsi qu'à une éphémère équipe de Formule 1.

## Histoire

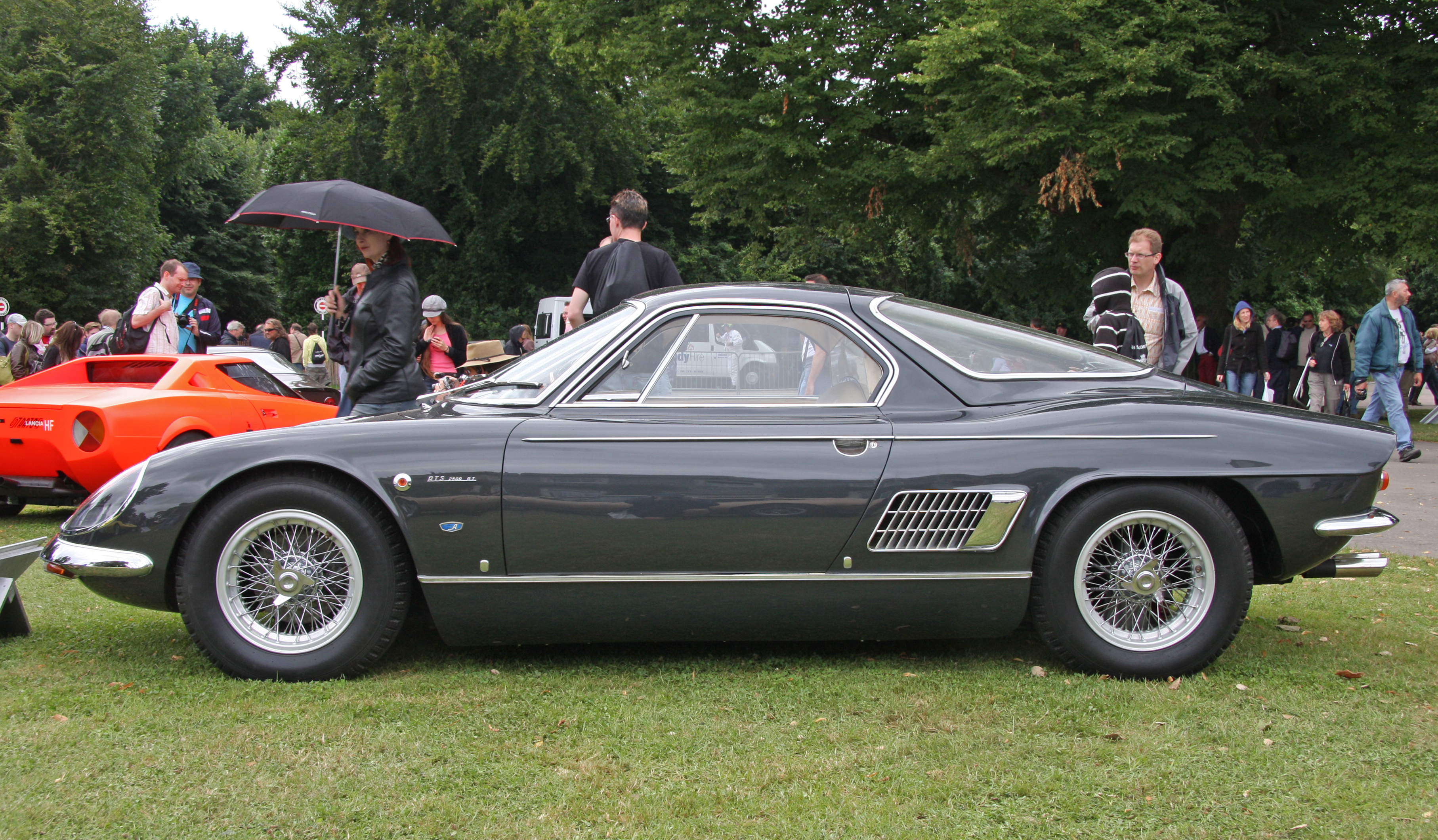
ATS 2500 GT de 1963

ATS est le fruit d'un schisme au sein de la Scuderia Ferrari. En désaccord avec Enzo Ferrari sur la gestion de l'écurie, Carlo Chiti (le directeur technique de la Scuderia) et Romolo Tavoni (le directeur sportif) claquent la porte à l'issue de la pourtant fructueuse saison 1961 marquée par le titre mondial de Phil Hill. Avec le soutien financier du Comte Giovanni Volpi (un richissime entrepreneur vénitien qui possède sa propre équipe de course, la Scuderia Serenissima), Chiti et Tavoni fondent courant 1962 la firme ATS, dont l'ambition est tout simplement de concurrencer Ferrari, que ce soit dans le domaine sportif  (la F1) ou dans le domaine de l'automobile sportive.
Seules deux voitures naitront de cet ambitieux projet. Pour ce qui est de la route, Chiti conçoit la 2500 GT, un modèle dessiné par Franco Scaglione qui ne sera construit qu'à une poignée d'exemplaires et ne rencontrera jamais le succès. Guère plus de réussite du côté de la Formule 1, où malgré la présence de pilotes aussi réputés que Phil Hill et Giancarlo Baghetti (eux aussi démissionnaires de la Scuderia Ferrari fin 1962), l'ATS 100 se trainera tout au long de la saison 1963. 
Fin 1963, à l'issue de son unique saison de présence en Grand Prix, l'écurie ATS ferme ses portes. À titre privé, l'ATS D-F, légère évolution de la 100 fait une ultime apparition en course lors du Grand Prix d'Italie 1964 aux mains du pilote portugais Mario de Araujo Cabral.

## Résultats en championnat du monde de Formule 1
| Saison | Écurie                         | Châssis | Moteur | Pneus    | Pilotes                      | Grands Prix disputés | Points inscrits | Classement |
| ------ | ------------------------------ | ------- | ------ | -------- | ---------------------------- | -------------------- | --------------- | ---------- |
| 1963   | Automobili Turismo e Sport     | ATS 100 | ATS V8 | Dunlop   | Giancarlo Baghetti Phil Hill | 5                    | 0               | Non classé |
| 1964   | Derrington-Francis Racing Team | ATS D-F | ATS V8 | Goodyear | Mario de Araujo Cabral       | 1                    | 0               | Non classé |

| Saison | Écurie                         | Châssis | Moteur | Pneumatiques | Pilotes                | Courses | Courses | Courses | Courses | Courses | Courses | Courses | Courses | Courses | Courses | Points inscrits | Classement |
| Saison | Écurie                         | Châssis | Moteur | Pneumatiques | Pilotes                | 1       | 2       | 3       | 4       | 5       | 6       | 7       | 8       | 9       | 10      | Points inscrits | Classement |
| ------ | ------------------------------ | ------- | ------ | ------------ | ---------------------- | ------- | ------- | ------- | ------- | ------- | ------- | ------- | ------- | ------- | ------- | --------------- | ---------- |
| 1963   | Automobili Turismo e Sport     | ATS 100 | ATS V8 | Dunlop       |                        | MON     | BEL     | P-B     | FRA     | GBR     | ALL     | ITA     | USA     | MEX     | AFS     | 0               | 18e        |
| 1963   | Automobili Turismo e Sport     | ATS 100 | ATS V8 | Dunlop       | Phil Hill              |         | Abd     | Abd     |         |         |         | 11e     | Abd     | Abd     |         | 0               | 18e        |
| 1963   | Automobili Turismo e Sport     | ATS 100 | ATS V8 | Dunlop       | Giancarlo Baghetti     |         | Abd     | Abd     |         |         |         | 15e     | Abd     | Abd     |         | 0               | 18e        |
| 1964   | Derrington-Francis Racing Team | ATS D-F | ATS V8 | Goodyear     |                        | MON     | P-B     | BEL     | FRA     | GBR     | ALL     | AUT     | ITA     | USA     | MEX     | 0               | Non classé |
| 1964   | Derrington-Francis Racing Team | ATS D-F | ATS V8 | Goodyear     | Mario de Araujo Cabral |         |         |         |         |         |         |         | Abd     |         |         | 0               | Non classé |

Légende : ici 